# 胡桃沢はな
胡桃沢 はな（くるみざわ はな、2005年10月29日 - ）は、日本のシンガーソングライター、バレリーナ。
千葉県出身。血液型はO型。

## 略歴
**2020年6月15日**にLINE LIVEで配信活動をスタート。**2022年3月21日** – 講談社主催のオーディション・プロジェクト「ミスiD2022」ファイナリストに選出され、アメイジングミスiD2022を受賞。**2023年10月28日** – シングル「じゅうしち。」でシンガー・ソングライターデビュー。以後、自作曲を中心に「青春こじらせPOP」を掲げて活動。2024年4月** – NHK Eテレ『高校講座 世界史探究』に生徒役でレギュラー出演。**2025年3月** – ビートボクサー・Sunaoとユニット「すなはな」を結成し、X（旧Twitter）で動画を発信。**2025年3月** – YBCバレエコンクール・シニア部門で優勝。2025年６月２２日（日）に自身初となるオフ会ライブを開催した。**2025年6月** – 【大洗海上花火大会2025 千櫓祭】のメインステージ出演権をかけた、音楽バトルイベントである、OTO♪FES TREASURE にエントリーし、第１ステージを5位で通過し、現在第二ステージのライブパフォーマンスバトルに参加中。

## 音楽性とステージ
自宅録音中心のDTM環境で作編曲を行う。使用ギターはZemaitis CAM-80H（グリーン）とギブソン・ハミングバード（チェリーサンバースト）。まれに叔父所有のMorris W-25 Naturalを弾くこともある。 
ライブハウスを拠点とし、TikTokでの定期配信やKabukicho Street Live（東京都新宿区の公認路上ライブ企画）にも参加している。

## バレエ
幼少期よりクラシックバレエを学ぶ。2025年9月14日・15日には池田市民文化会館で上演される All Art Performance 2025『Daphne』新作「Romio & Juliette」に出演予定。

## ディスコグラフィー
全曲作詞・作曲・編曲　胡桃沢はな
シングルとアルバムは各種音楽配信サイトでも視聴できる。

### シングル
| 発売日         | タイトル     | 形態     | 備考                     |
| -------------- | ------------ | -------- | ------------------------ |
| 2023年10月28日 | じゅうしち。 | 配信・CD | デビュー曲               |
| 2023年10月29日 | 交通機関     | 配信・CD | iTunes J-Pop（米国）19位 |
| 2024年10月28日 | じゅうはち。 | 配信・CD |                          |

### アルバム
| 発売日        | タイトル         | 形態     | 備考                                  |
| ------------- | ---------------- | -------- | ------------------------------------- |
| 2024年3月16日 | あの日のはなし、 | 配信・CD | インスト曲「アルミードの館」ほか全7曲 |
| 2025年4月2日  | 0831             | 配信・CD | 全7曲                                 |

### 通販限定シングル
| 発売日        | タイトル                 | 形態 | 収録曲                        |
| ------------- | ------------------------ | ---- | ----------------------------- |
| 2025年2月14日 | Chocoっとだけ            | CD   | Chocoっとだけ（inst）         |
| 2025年3月14日 | まだぶどうじゅーすだけど | CD   | 弾き語りver. ほか2曲          |
| 2025年5月5日  | Dear mom                 | CD   | 恋のぼり ほか2曲              |
| 2025年6月15日 | 僕のぱぱ                 | CD   | 僕のぱぱ ほか2曲              |
| 2025年8月7日  | 花火                     | CD   | 花火(弾き語りversion)ほか１曲 |